# Aero A-20
De Aero A-20 (ook wel bekend als A.20) is een Tsjechoslowaaks dubbeldekker-jachtvliegtuig gebouwd door Aero.
De A-20 werd samen met de A-18 en A-19 gebouwd in 1923 en was bedoeld als jachtvliegtuig voor de Tsjechoslowaakse luchtmacht. De A-18 werd uiteindelijk gekozen en daarmee kwam een einde aan de ontwikkeling van de A-19 en de A-20. Slechts één prototype is er gebouwd.

## Specificaties
- Bemanning: 1
- Lengte: 6,60 m
- Spanwijdte: 9,70 m
- Leeggewicht: 784 kg
- Volgewicht: 1 080 kg
- Motor: 1× door Škoda gebouwde Hispano-Suiza 8b, 220 kW (300 pk)
- Maximumsnelheid: 225 km/h
- Plafond: 7500 m
- Klimsnelheid: 5,88 m/s
- Bewapening: 2× gesynchroniseerde .303 Vickers-machinegeweren